# Kategoria e Parë (2017/2018)
Kategoria e Parë 2017/2018 – 70. oficjalny sezon rozgrywek ligowych drugiego poziomu piłki nożnej mężczyzn w Albanii. Brało w niej udział 20 drużyn z dwóch grup, które w okresie od 16 września 2017 do 16 maja 2018 rozegrały 26 kolejek meczów (18 w pierwszej rundzie i 8 w drugiej rundzie, dodatkowo finał rozgrywek między najlepszymi drużynami z każdej grupy). W tym roku spadły 4 drużyny (KF Vllaznia II, Tërbuni Pukë, KS Shkumbini i Naftëtari Kuçova). Królem strzelców został Albi Çekiçi z KS Pogradeci, który strzelił 17 bramek. 
Był to 20. sezon rozegrany pod nazwą Kategoria e Parë.

## Uczestnicy

### Stadiony

#### Grupa A
| Klub               | Miasto     | Stadion                  | Pojemność |
| ------------------ | ---------- | ------------------------ | --------- |
| Besa Kavaja        | Kavaja     | Stadiumi Besa            | 12 000    |
| Beselidhja         | Lezha      | Stadiumi Brian Filipi    | 5000      |
| KS Burreli         | Burrel     | Stadiumi Liri Ballabani  | 3000      |
| Dinamo Tirana      | Tirana     | Selman Stërmasi stadiumi | 12 500    |
| Egnatia Rrogozhinë | Rrogozhina | Stadiumi Egnatia         | 4000      |
| Erzeni Shijak      | Shijak     | Teufik Jashari Stadiumi  | 4000      |
| Kastrioti Kruja    | Kruja      | Stadiumi Kastrioti       | 8500      |
| Korabi Peshkopi    | Peshkopia  | Stadiumi Korabi          | 6000      |
| Tërbuni Pukë       | Puka       | Stadiumi Ismail Xhemali  | 1950      |
| KF Vllaznia II     | Szkodra    | Stadiumi Reshit Rusi     | 1200      |

#### Grupa B
| Klub             | Miasto      | Stadion                    | Pojemność |
| ---------------- | ----------- | -------------------------- | --------- |
| Apolonia Fier    | Fier        | Stadiumi Loni Papuçiu      | 12 000    |
| Bylis Ballsh     | Ballsh      | Agush Muça Stadiumi        | 6500      |
| KS Iliria        | Fushë-Kruja | Stadiumi Redi Maloku       | 3000      |
| Naftëtari Kuçova | Kuçova      | Stadiumi Bashkim Sulejmani | 5000      |
| KS Pogradeci     | Pogradec    | Stadiumi Gjorgji Kyçyku    | 6000      |
| Shënkolli        | Shënkoll    | Stadiumi Kastrioti         | 8500      |
| KS Shkumbini     | Peqin       | Stadiumi Shkumbini         | 5000      |
| KF Tirana        | Tirana      | Selman Stërmasi stadiumi   | 12 500    |
| Tomori Berat     | Berat       | Stadiumi Tomori            | 14 500    |
| Turbina Cërrik   | Cërrik      | Stadiumi Nexhip Trungu     | 6600      |

## Pierwsza runda

### Grupa A
| Lp. | Drużyna            | M  | Z  | R | P | Bramki | Bramki | Różn. | Pkt | Uwagi                               |
| --- | ------------------ | -- | -- | - | - | ------ | ------ | ----- | --- | ----------------------------------- |
| 1   | Kastrioti Kruja    | 18 | 14 | 2 | 2 | 24     | 7      | +17   | 44  | Kwalifikacja do grupy mistrzowskiej |
| 2   | Egnatia Rrogozhinë | 18 | 8  | 5 | 5 | 18     | 11     | +7    | 29  | Kwalifikacja do grupy mistrzowskiej |
| 3   | Erzeni Shijak      | 18 | 7  | 5 | 6 | 22     | 20     | +2    | 26  | Kwalifikacja do grupy mistrzowskiej |
| 4   | Beselidhja         | 18 | 7  | 3 | 8 | 19     | 16     | +3    | 24  | Kwalifikacja do grupy mistrzowskiej |
| 5   | Dinamo Tirana      | 18 | 6  | 6 | 6 | 10     | 12     | −2    | 24  | Kwalifikacja do grupy mistrzowskiej |
| 6   | Korabi Peshkopi    | 18 | 6  | 5 | 7 | 18     | 20     | −2    | 23  | Kwalifikacja do grupy spadkowej     |
| 7   | Besa Kavaja        | 18 | 6  | 3 | 9 | 15     | 21     | −6    | 21  | Kwalifikacja do grupy spadkowej     |
| 8   | Tërbuni Pukë       | 18 | 5  | 5 | 8 | 16     | 23     | −7    | 20  | Kwalifikacja do grupy spadkowej     |
| 9   | KS Burreli         | 18 | 5  | 4 | 9 | 12     | 18     | −6    | 19  | Kwalifikacja do grupy spadkowej     |
| 10  | KF Vllaznia II     | 18 | 5  | 4 | 9 | 10     | 16     | −6    | 19  | Kwalifikacja do grupy spadkowej     |

#### Wyniki spotkań
| Gospodarz \ Gość   | BES | BEL | BUR | DIN | EGN | ERZ | KAS | KOR | TPU | VLS |
| Besa Kavaja        |     | 1:4 | 0:1 | 2:0 | 1:5 | 3:1 | 0:1 | 2:1 | 2:0 | 0:0 |
| Beselidhja         | 2:0 |     | 0:0 | 1:0 | 1:0 | 0:1 | 0:2 | 3:0 | 1:1 | 3:0 |
| KS Burreli         | 1:3 | 1:0 |     | 0:0 | 0:1 | 1:1 | 0:2 | 3:0 | 0:2 | 2:0 |
| Dinamo Tirana      | 1:0 | 1:1 | 1:0 |     | 0:2 | 1:0 | 0:0 | 0:1 | 2:1 | 2:0 |
| Egnatia Rrogozhinë | 0:0 | 1:2 | 1:0 | 0:0 |     | 0:0 | 1:0 | 0:0 | 0:0 | 1:0 |
| Erzeni Shijak      | 2:0 | 1:0 | 1:1 | 1:1 | 2:0 |     | 1:2 | 4:1 | 2:1 | 1:3 |
| Kastrioti Kruja    | 0:1 | 2:0 | 1:0 | 1:0 | 2:1 | 3:1 |     | 3:1 | 1:0 | 1:0 |
| Korabi Peshkopi    | 0:0 | 1:0 | 3:0 | 2:0 | 0:2 | 1:1 | 0:1 |     | 4:0 | 1:1 |
| Tërbuni Pukë       | 1:0 | 2:1 | 1:2 | 0:0 | 3:2 | 1:2 | 1:1 | 0:2 |     | 1:1 |
| KF Vllaznia II     | 1:0 | 2:0 | 1:0 | 0:1 | 0:1 | 1:0 | 0:1 | 0:0 | 0:1 |     |

Źródło: 
Objaśnienia:
1Drużyna gospodarzy jest wymieniona po lewej stronie tabeli.
Kolory: zielony – zwycięstwo gospodarzy, żółty – remis, różowy – zwycięstwo gości.

### Grupa B
| Lp. | Drużyna          | M  | Z  | R | P  | Bramki | Bramki | Różn. | Pkt | Uwagi                               |
| --- | ---------------- | -- | -- | - | -- | ------ | ------ | ----- | --- | ----------------------------------- |
| 1   | KF Tirana        | 18 | 14 | 3 | 1  | 46     | 6      | +40   | 45  | Kwalifikacja do grupy mistrzowskiej |
| 2   | Bylis Ballsh     | 18 | 12 | 5 | 1  | 34     | 13     | +21   | 41  | Kwalifikacja do grupy mistrzowskiej |
| 3   | Apolonia Fier    | 18 | 9  | 4 | 5  | 31     | 19     | +12   | 31  | Kwalifikacja do grupy mistrzowskiej |
| 4   | KS Pogradeci     | 18 | 8  | 3 | 7  | 23     | 24     | −1    | 27  | Kwalifikacja do grupy mistrzowskiej |
| 5   | Tomori Berat     | 18 | 8  | 2 | 8  | 23     | 20     | +3    | 26  | Kwalifikacja do grupy mistrzowskiej |
| 6   | KS Iliria        | 18 | 8  | 1 | 9  | 19     | 21     | −2    | 25  | Kwalifikacja do grupy spadkowej     |
| 7   | Shënkolli        | 18 | 7  | 2 | 9  | 21     | 31     | −10   | 23  | Kwalifikacja do grupy spadkowej     |
| 8   | Turbina Cërrik   | 18 | 4  | 3 | 11 | 19     | 33     | −14   | 15  | Kwalifikacja do grupy spadkowej     |
| 9   | KS Shkumbini     | 18 | 4  | 3 | 11 | 9      | 29     | −20   | 15  | Kwalifikacja do grupy spadkowej     |
| 10  | Naftëtari Kuçova | 18 | 2  | 2 | 14 | 13     | 42     | −29   | 8   | Kwalifikacja do grupy spadkowej     |

## Druga runda

### Grupa mistrzowska

#### Grupa A
| Lp. | Drużyna            | M | Z | R | P | Bramki | Bramki | Różn. | Pkt | Uwagi                        |
| --- | ------------------ | - | - | - | - | ------ | ------ | ----- | --- | ---------------------------- |
| 1   | Kastrioti Kruja    | 8 | 5 | 2 | 1 | 39     | 13     | +26   | 39  | Awans do Kategorii Superiore |
| 2   | Egnatia Rrogozhinë | 8 | 5 | 0 | 3 | 31     | 22     | +9    | 30  |                              |
| 3   | Erzeni Shijak      | 8 | 5 | 0 | 3 | 34     | 30     | +4    | 28  |                              |
| 4   | Beselidhja         | 8 | 2 | 2 | 4 | 25     | 26     | −1    | 20  |                              |
| 5   | Dinamo Tirana      | 8 | 0 | 2 | 6 | 14     | 25     | −11   | 14  |                              |

##### Wyniki spotkań
| Gospodarz \ Gość   | BEL | DIN | EGN | ERZ | KAS |
| Beselidhja         |     | 3:1 | 2:1 | 0:1 | 0:0 |
| Dinamo Tirana      | 0:0 |     | 0:1 | 0:3 | 1:1 |
| Egnatia Rrogozhinë | 1:0 | 2:1 |     | 3:1 | 1:2 |
| Erzeni Shijak      | 3:1 | 1:0 | 3:1 |     | 0:2 |
| Kastrioti Kruja    | 3:0 | 2:1 | 2:3 | 3:0 |     |

Źródło: 
Objaśnienia:
1Drużyna gospodarzy jest wymieniona po lewej stronie tabeli.
Kolory: zielony – zwycięstwo gospodarzy, żółty – remis, różowy – zwycięstwo gości.

#### Grupa B
| Lp. | Drużyna       | M | Z | R | P | Bramki | Bramki | Różn. | Pkt | Uwagi                        |
| --- | ------------- | - | - | - | - | ------ | ------ | ----- | --- | ---------------------------- |
| 1   | KF Tirana     | 8 | 7 | 1 | 0 | 66     | 13     | +53   | 42  | Awans do Kategorii Superiore |
| 2   | Bylis Ballsh  | 8 | 2 | 2 | 4 | 43     | 24     | +19   | 29  |                              |
| 3   | Apolonia Fier | 8 | 2 | 2 | 4 | 38     | 30     | +8    | 24  |                              |
| 4   | Tomori Berat  | 8 | 2 | 3 | 3 | 34     | 33     | +1    | 22  |                              |
| 5   | KS Pogradeci  | 8 | 2 | 2 | 4 | 33     | 39     | −6    | 22  |                              |

##### Wyniki spotkań
| Gospodarz \ Gość | APO | BYL | POG | TIR | TOM |
| Apolonia Fier    |     | 0:1 | 3:1 | 0:1 | 0:0 |
| Bylis Ballsh     | 1:2 |     | 1:1 | 0:2 | 3:1 |
| KS Pogradeci     | 1:0 | 1:1 |     | 0:3 | 3:2 |
| KF Tirana        | 5:1 | 2:1 | 3:2 |     | 2:1 |
| Tomori Berat     | 1:1 | 2:1 | 2:1 | 2:2 |     |

Źródło: 
Objaśnienia:
1Drużyna gospodarzy jest wymieniona po lewej stronie tabeli.
Kolory: zielony – zwycięstwo gospodarzy, żółty – remis, różowy – zwycięstwo gości.

### Grupa spadkowa

#### Grupa A
| Lp. | Drużyna         | M | Z | R | P | Bramki | Bramki | Różn. | Pkt | Uwagi                      |
| --- | --------------- | - | - | - | - | ------ | ------ | ----- | --- | -------------------------- |
| 6   | Korabi Peshkopi | 8 | 3 | 2 | 3 | 28     | 30     | −2    | 23  |                            |
| 7   | KS Burreli      | 8 | 3 | 3 | 2 | 20     | 24     | −4    | 22  |                            |
| 8   | Besa Kavaja     | 8 | 3 | 2 | 3 | 28     | 34     | −6    | 22  |                            |
| 9   | KF Vllaznia II  | 8 | 3 | 2 | 3 | 20     | 27     | −7    | 21  | Spadek do Kategorii e Dytë |
| 10  | Tërbuni Pukë    | 8 | 2 | 3 | 3 | 21     | 29     | −8    | 19  | Spadek do Kategorii e Dytë |

##### Wyniki spotkań
| Gospodarz \ Gość | BES | BUR | KOR | TPU | VLS |
| Besa Kavaja      |     | 2:2 | 3:0 | 1:0 | 3:1 |
| KS Burreli       | 1:0 |     | 2:1 | 0:0 | 2:0 |
| Korabi Peshkopi  | 4:0 | 1:1 |     | 1:1 | 1:0 |
| Tërbuni Pukë     | 2:1 | 1:0 | 0:1 |     | 0:0 |
| KF Vllaznia II   | 3:3 | 1:0 | 3:1 | 2:1 |     |

Źródło: 
Objaśnienia:
1Drużyna gospodarzy jest wymieniona po lewej stronie tabeli.
Kolory: zielony – zwycięstwo gospodarzy, żółty – remis, różowy – zwycięstwo gości.

#### Grupa B
| Lp. | Drużyna          | M | Z | R | P | Bramki | Bramki | Różn. | Pkt | Uwagi                      |
| --- | ---------------- | - | - | - | - | ------ | ------ | ----- | --- | -------------------------- |
| 6   | KS Iliria        | 8 | 3 | 1 | 4 | 33     | 35     | −2    | 23  |                            |
| 7   | Shënkolli        | 8 | 3 | 1 | 4 | 36     | 50     | −14   | 22  |                            |
| 8   | Turbina Cërrik   | 8 | 4 | 1 | 3 | 36     | 49     | −13   | 21  |                            |
| 9   | KS Shkumbini     | 8 | 3 | 2 | 3 | 21     | 39     | −18   | 16  | Baraże o utrzymanie        |
| 10  | Naftëtari Kuçova | 8 | 3 | 3 | 2 | 23     | 51     | −28   | 16  | Spadek do Kategorii e Dytë |

## Finał
W finale rozgrywek spotkały się drużyny KF Tirana i Kastrioti Kruja. Pierwsza z nich wygrała mecz i awansowała do Kategorii Superiore.
| 16 maja 2018 | KF Tirana              | 2:0   | Kastrioti Kruja                    |                                                      |
| 17:00        | Greca 64', 73'         | (0:0) |                                    | Stadiumi Ruzhdi Bizhuta, Elbasan Sędzia: Enea Jorgji |
| 17:00        | Mawejje 23' · Daja 31' | (0:0) | 24' Kuka · 43' Hussein · 55' Mulaj | Stadiumi Ruzhdi Bizhuta, Elbasan Sędzia: Enea Jorgji |

## Baraże o utrzymanie
W barażach spotkały się 4 drużyny. KF Vllaznia II spotkała się z KF Oriku, natomiast KS Shkumbini spotkało się z Veleçiku Koplik. Zwycięzcy awansowali lub pozostali w Kategoria e Parë na sezon 2018/2019. Mimo że KF Vllaznia II wygrała baraż z Oriku, spadła do Kategorii e Dytë z powodu spadku pierwszej drużyny do Kategorii e Parë.
| 17 maja 2018 | KF Vllaznia II                                  | 2:2 k. 4:3              | KF Oriku                  |                                                   |
| 16:30        | Dyca 33' · Pusi 70'                             | (1:0, 2:2, 2:2, k. 4:3) | 67' Hoxhaj · 90+5' Dhrami | Stadiumi Niko Dovana, Durrës Sędzia: Kridens Meta |
| 16:30        | Bega 65' · Dyca 86' · Kalaja 86' · Gurishta 86' | (1:0, 2:2, 2:2, k. 4:3) | 90' Azizaj · 106' Metaj   | Stadiumi Niko Dovana, Durrës Sędzia: Kridens Meta |

| 19 maja 2018 | KS Shkumbini                                              | 0:1   | Veleçiku Koplik                     |                                                      |
| 16:30        |                                                           | (0:0) | 80' Çokaj                           | Selman Stërmasi stadiumi, Tirana Sędzia: Klajdi Kola |
| 16:30        | Mustafaj 4' · Meta 53' · Obot 55' · Musaku 79' · Isaj 83' | (0:0) | 82' Dodaj · 83' Gjokaj · 90+2' Toma | Selman Stërmasi stadiumi, Tirana Sędzia: Klajdi Kola |

## Statystyki

### Najlepsi strzelcy

#### Pierwsza runda
| Bramki | Strzelcy        | Drużyna         |
| ------ | --------------- | --------------- |
| 14     | Albi Çekiçi     | KS Pogradeci    |
| 11     | Yunus Sentamu   | KF Tirana       |
| 10     | Blerim Krasniqi | Apolonia Fier   |
| 9      | Michael Ngoo    | KF Tirana       |
| 9      | Niko Zisi       | Bylis Ballsh    |
| 8      | Ruben Danaj     | Shënkolli       |
| 8      | Armand Pasha    | Besa Kavaja     |
| 7      | Spartak Ajazi   | KS Burreli      |
| 7      | Taulant Marku   | Kastrioti Kruja |
| 7      | Redon Mihana    | Apolonia Fier   |

#### Druga runda
| Bramki | Strzelcy           | Drużyna        |
| ------ | ------------------ | -------------- |
| 9      | Bedri Greca        | KF Tirana      |
| 8      | Ruben Danaj        | Shënkolli      |
| 6      | Moustapha Djidjiwa | Erzeni Shijak  |
| 5      | Mirel Çota         | Turbina Cërrik |